# Kasteel van Fénelon
Het Kasteel van Fénelon (Frans: Château de Fénelon) is een kasteel nabij het dorpje Sainte-Mondane in de Périgord Noir, een gemeente in het departement Dordogne in de regio Nouvelle-Aquitaine van Frankrijk. Het kasteel ligt langs de rivier Dordogne, op iets meer dan een kilometer afstand van de rivier, op een hoogte van ongeveer 100 meter boven de rivier. Het kasteel biedt uitzicht over de valleien van de Dordogne en van de Bouriane en de erachter gelegen landerijen richting het zuiden.
Het kasteel bestaat uit drie verdedigingsmuren met in het midden de donjon.

## Geschiedenis
Het kasteel werd gebouwd rond het jaar 1000 door de adellijke familie Fénelon. In de 12e eeuw bekeerde de familie zich tot katharen en het kasteel werd een van de laatste toevluchtsoorden.
Rond 1300 werd een nieuwe versterking gebouwd. Toen in 1337 de Honderdjarige Oorlog uitbrak, bevond Fénelon zich middenin de Engels-Franse strijd. In 1360 zwoer de familie Fénelon trouw aan de Engelse koning Eduard III. Desondanks werd de heer van Fénelon verdreven uit het kasteel en werd het door de Engelsen ingenomen. In 1375 kwam het kasteel weer in Franse handen toen de hertog van Anjou het kasteel veroverde.
Begin 15e eeuw ging het kasteel over naar de invloedrijke familie Salignac. Hier begint de familielijn de Salignac van La Mothe Fénelon en deze zouden tot 1780 het kasteel bewonen. Omstreeks 1450 kreeg het kasteel zijn huidige uiterlijk. De aartsbisschop, theoloog en dichter François Fénelon werd op 6 augustus 1651 in het kasteel geboren. Tijdens de Hugenotenoorlogen tijdens de 16e eeuw werden de verdedigingswerken rond het kasteel opnieuw versterkt.
In 1962 werd het kasteel beschermd als historisch monument. Na 1989 werd het kasteel gerestaureerd.

## Interieur
Naast een permanente tentoonstelling over aardewerk zijn een aantal vertrekken in de donjon te bezichtigen. Zo is er op de begane grond een wapenkamer en een kapel. In de kelder is een keuken die een aardig beeld geeft van hoe het er een aantal eeuwen geleden uitgezien moet hebben. Op de eerste verdieping is de grote zaal te bewonderen en het appartement (een verzamelnaam voor een serie vertrekken). Het appartement bestaat uit een wachtkamer, een slaapkamer en een studeerkamer. Op de tweede verdieping zijn in een aantal vertrekken verschillende interieur stijlen te zien, waaronder Lodewijk XVI-stijl en de Empirestijl. Daarnaast is er ook een rariteitenkabinet.

## Wetenswaardigheden
Een aantal films zijn opgenomen in het kasteel. In de film Ever After speelt de "tennis"-wedstrijd zich af op de binnenplaats van het kasteel.